# Liste der Kulturdenkmäler in Meimbressen
Die folgende Liste enthält die in der Denkmaltopographie ausgewiesenen Kulturdenkmäler auf dem Gebiet des Ortsteils Meimbressen der  Stadt Calden, Landkreis Kassel, Hessen.
Hinweis: Die Reihenfolge der Denkmäler in dieser Liste orientiert sich an der Anschrift, alternativ ist sie auch nach der Bezeichnung oder der Bauzeit sortierbar.
Kulturdenkmäler werden fortlaufend im Denkmalverzeichnis des Landes Hessen durch das Landesamt für Denkmalpflege Hessen auf Basis des Hessischen Denkmalschutzgesetzes (HDSchG) geführt. Die Schutzwürdigkeit eines Kulturdenkmals hängt nicht von der Eintragung in das Denkmalverzeichnis des Landes Hessen oder der Veröffentlichung in der Denkmaltopographie ab.

Das Vorhandensein oder Fehlen eines Objekts in dieser Liste ist keine rechtsverbindliche Auskunft darüber, ob es Kulturdenkmal ist oder nicht: Diese Liste entspricht möglicherweise nicht dem aktuellen Stand der offiziellen Denkmaltopographie. Diese ist für Hessen in den entsprechenden Bänden der Denkmaltopographie Bundesrepublik Deutschland und im Internet unter DenkXweb – Kulturdenkmäler in Hessen einsehbar. Auch diese Quellen sind, obwohl sie durch das Landesamt für Denkmalpflege Hessen aktualisiert werden, nicht immer aktuell, da es im Denkmalbestand immer wieder Änderungen gibt.
Eine verbindliche Auskunft erteilt allein das Landesamt für Denkmalpflege Hessen.
Nutze diese Kartenansicht, um Koordinaten in der Liste zu setzen. In dieser Kartenansicht sind Kulturdenkmale ohne Koordinaten mit einem roten bzw. orangen Marker dargestellt und können in der Karte gesetzt werden. Kulturdenkmale ohne Bild sind mit einem blauen bzw. roten Marker gekennzeichnet, Kulturdenkmale mit Bild mit einem grünen bzw. orangen Marker.

## Meimbressen
| Bild                | Bezeichnung                            | Lage                           | Beschreibung | Bauzeit       | Daten |
| ------------------- | -------------------------------------- | ------------------------------ | --- | ------------- | ----- |
| Bild gesucht BW     | Gesamtanlage Meimbressen               | Lage                           | |               |       |
| weitere Bilder      | Sachgesamtheit jüdischer Friedhof      | Lage                           | |               |       |
| Bild gesucht BW     | Fachwerkhaus An der Nebelbeeke 1       | An der Nebelbeeke 1 Lage       | |               |       |
| Bild gesucht BW     | Fachwerkhaus An der Nebelbeeke 2 und 4 | An der Nebelbeeke 2 und 4 Lage | |               |       |
| Bild gesucht BW     | Fachwerkhaus An der Nebelbeeke 15      | An der Nebelbeeke 15 Lage      | |               |       |
| Bild gesucht BW     | Backsteinwohnhaus Hauptstraße 7        | Hauptstraße 7 Lage             | |               |       |
| Bild gesucht BW     | Fachwerkhaus Hauptstraße 9             | Hauptstraße 9 Lage             | |               |       |
| Bild gesucht BW     | Fachwerkhaus Hauptstraße 11            | Hauptstraße 11 Lage            | |               |       |
| Bild gesucht BW     | Fachwerkwohnhaus Hauptstraße 13        | Hauptstraße 13 Lage            | |               |       |
| Bild gesucht BW     | Flurquerdielenhaus Hauptstraße 18      | Hauptstraße 18 Lage            | |               |       |
| Bild gesucht BW     | Wohnwirtschaftsgebäude Hauptstraße 21  | Hauptstraße 21 Lage            | |               |       |
| Bild gesucht BW     | Fachwerkhaus Hauptstraße 25            | Hauptstraße 25 Lage            | |               |       |
| Bild gesucht BW     | Gutshof Hauptstraße 28 und 30          | Hauptstraße 28 und 30 Lage     | |               |       |
| Schule              | Schule                                 | Hauptstraße 38 Lage            | |               |       |
| Bild gesucht BW     | Wohnwirtschaftsgebäude Hauptstraße 51  | Hauptstraße 51 Lage            | |               |       |
| Bild gesucht BW     | Wohnwirtschaftsgebäude Höpperstraße 1  | Höpperstraße 1 Lage            | |               |       |
| Bild gesucht BW     | Gemeindespritzenhaus                   | Höpperstraße Lage              | |               |       |
| Bild gesucht BW     | Fachwerkhaus Höpperstraße 5            | Höpperstraße 5 Lage            | |               |       |
| Bild gesucht BW     | Anbau an Haus Nr. 5                    | Höpperstraße 7 Lage            | |               |       |
| Evangelische Kirche | Evangelische Kirche                    | Lindenberg 12 Lage             | |               |       |
| Bild gesucht BW     | Fachwerkhaus Lindenberg 6 und 8        | Lindenberg 6 und 8 Lage        | |               |       |
| Bild gesucht BW     | Fachwerkhaus Lindenberg 10             | Lindenberg 10 Lage             | |               |       |
| Bild gesucht BW     | Fachwerkhaus Opferberg 1               | Opferberg 1 Lage               | |               |       |
| weitere Bilder      | Ehemalige Wasserburg                   | Schäferbreite 9 Lage           | Der Junkernhof Meimbressen (seltener auch Schloss Meimbressen) ist ein Herrenhaus in Ortsrandlage von Meimbressen. Nach Verwüstung der ursprünglich an gleicher Stelle errichteten Wasserburg (entstanden aus einem Hof des 13. Jahrhunderts) im Dreißigjährigen Krieg wurde die Anlage als Herrenhaus eines Ritterguts wieder aufgebaut. Privatbesitz, 2015-2021 saniert. | 1659 bis 1667 |       |
| Bild gesucht BW     | Wohnwirtschaftsgebäude Schießgasse 16  | Schießgasse 16 Lage            | |               |       |